# Holovkove, Troițke
Holovkove (în ucraineană Головкове) este un sat în comuna Berezivka din raionul Troițke, regiunea Luhansk, Ucraina.

## Demografie
Componența lingvistică a localității Holovkove
     Ucraineană (84%)
     Rusă (16%)
Conform recensământului din 2001, majoritatea populației localității Holovkove era vorbitoare de ucraineană (84%), existând în minoritate și vorbitori de rusă (16%).